# 文芈
文芈，春秋时期楚国人，郑文公的夫人。
前638年（周襄王十四年、鲁僖公二十二年、宋襄公十三年、楚成王三十四年、郑文公三十五年），泓之战后，十一月初八日早晨，郑文公夫人芈氏（文芈）、姜氏在柯泽慰劳楚成王。楚成王派师缙把俘馘（俘虏和被杀死的敌人的左耳）展示给他们看。十一月初九日，楚成王进入郑国接受享礼，郑国国君九次敬酒，庭院里陈列百件礼物，另有笾豆所盛礼品六件。宴会完毕，夜里出来，文芈送楚成王直到军营。楚成王带了郑国二姬回去。叔詹说：“楚成王恐怕不能寿终正寝。执礼而最后没有男女之别。男女混杂不合于礼，他将怎能善终。”